# Lubrza (Powiat Prudnicki)
Lubrza (deutsch:  Leuber) ist ein Ort und Verwaltungssitz der Landgemeinde Lubrza mit etwa 4500 Einwohnern im Powiat Prudnicki der Woiwodschaft Opole in Polen.

## Geographie
Das Angerdorf Lubrza liegt etwa vier Kilometer nordöstlich von Prudnik und 40 Kilometer südwestlich von Opole (Oppeln) in der Schlesischen Tiefebene. Fünf Kilometer südöstlich verläuft die Landesgrenze zu Tschechien. Südlich verläuft die Bahnstrecke Kędzierzyn-Koźle–Nysa. Der stillgelegte Bahnhof Lubrza liegt an der ehemaligen Neustadt-Gogoliner Eisenbahn.
Nachbarorte von Lubrza sind im Norden Prężynka (Klein Pramsen), im Südosten Skrzypiec (Kreiwitz), im Süden Jasiona (Jassen) und im Südwesten Prudnik (Neustadt O.S.).

## Geschichte

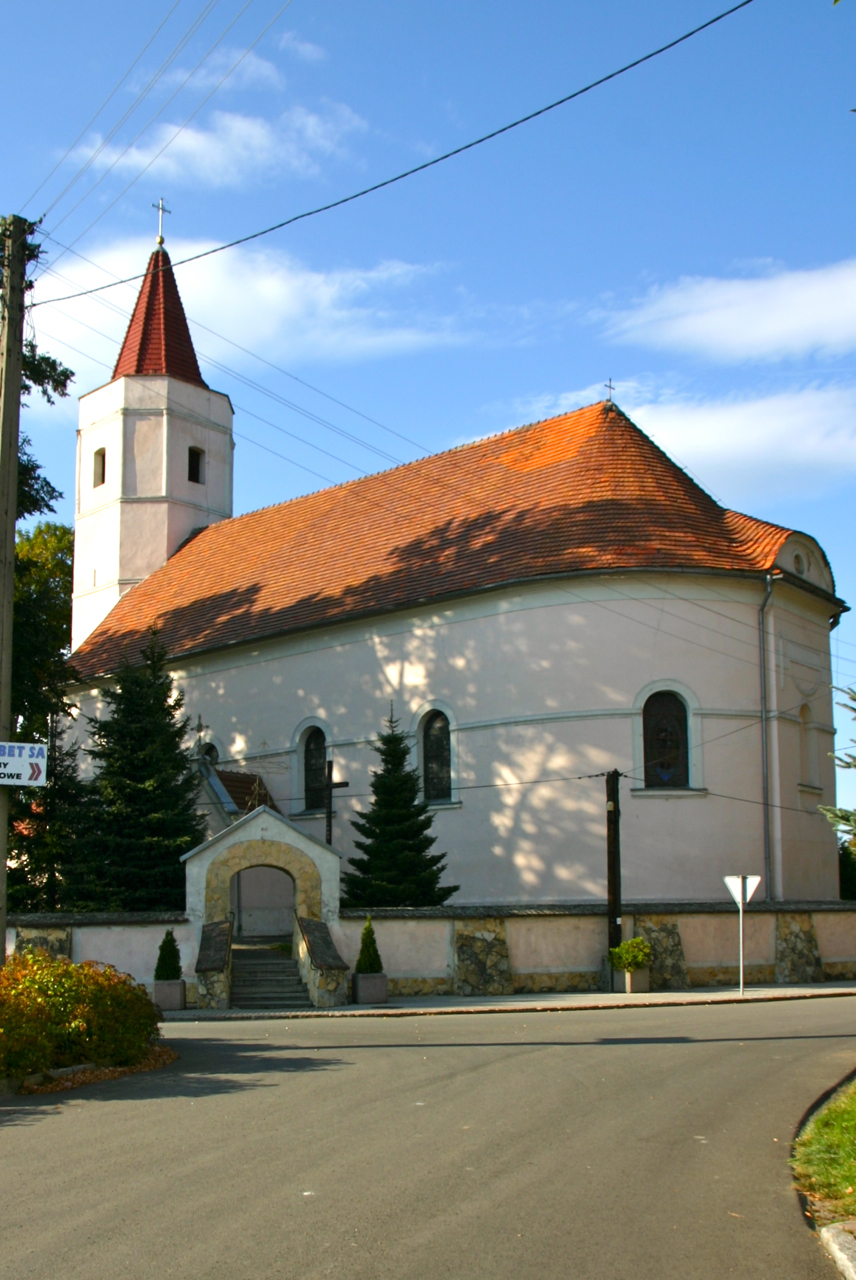
Jakobskirche

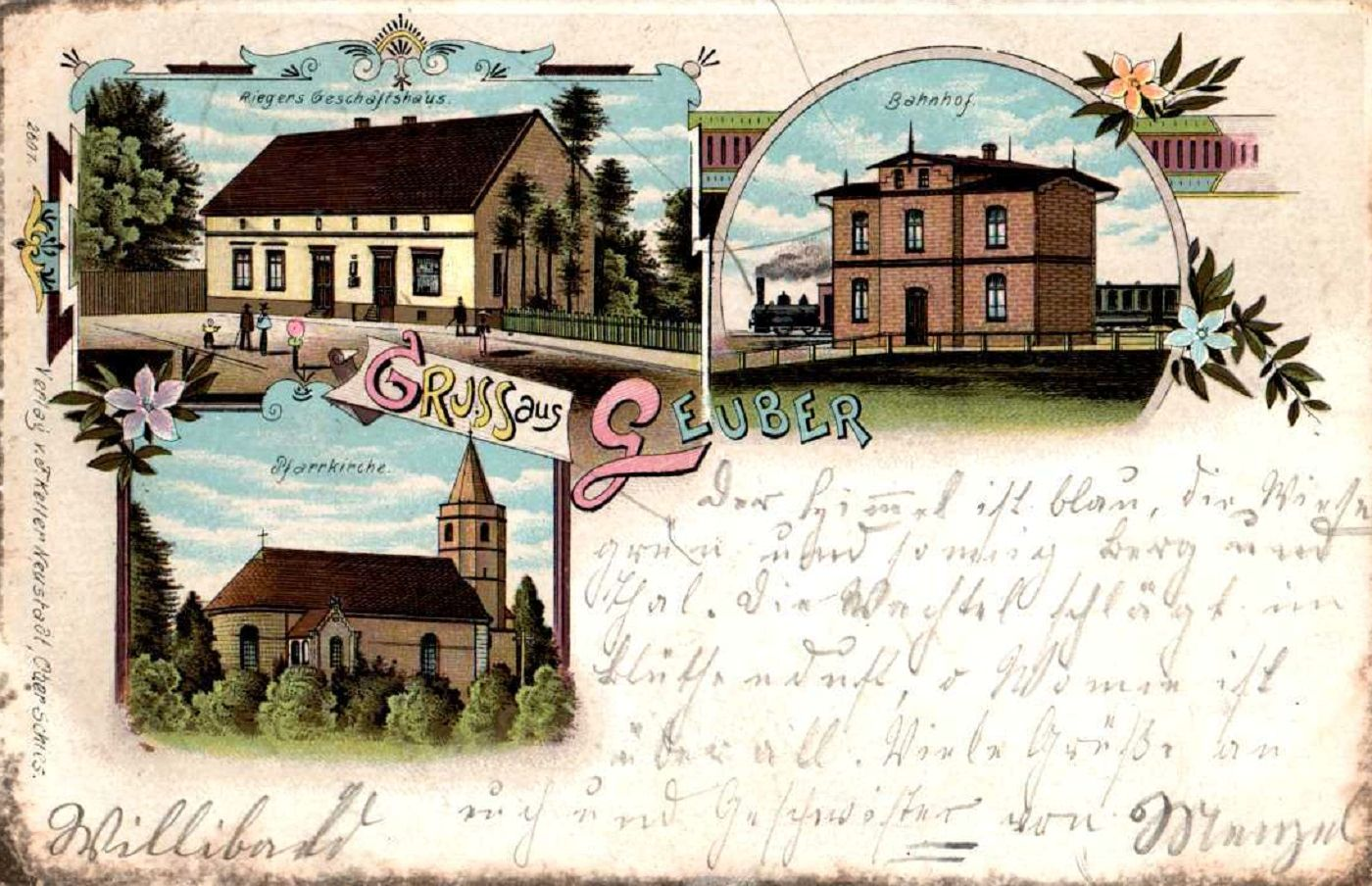
Lithographie von 1901

„Lubra“ wurde erstmals im Jahr 1233 urkundlich erwähnt. Weitere überlieferte Ortsbezeichnungen waren Lubrac (1321) und Lubrzi (1489). Die Ortsbezeichnung Lewber ist für das Jahr 1464 belegt. Das Angerdorf wurde im Rahmen der Deutschen Ostsiedlung westlich der Straße Prudnik (Neustadt)–Krappitz angelegt. Mit Prudnik verbunden, fiel das Dorf gegen Ende des 13. Jahrhunderts von den Schlesischen Piasten an die Markgrafschaft Mähren. 1337 gelangte es an Herzog Bolko II. von Falkenberg, das seit 1327 ein Lehen Krone Böhmen war. Zusammen mit dem Herzogtum Oppeln fiel es 1532 als erledigtes Lehen an das Königreich Böhmen, dessen Landesherren seit 1526 die Habsburger waren.
Für das Jahr 1464 ist erstmals ein Leuberer Pfarrer nachgewiesen, wobei die örtliche Kirche im ältesten Teil des Dorfes, am mittleren Anger, wohl viel älter ist. Im Zuge der Reformation wurde sie 1557 protestantisch, bis sie 1638 rekatholisiert wurde. Gleichwohl lebten auch in der Folge noch einige Protestanten in Leuber. 1561 erwarb der Rat der Stadt Prudnik mehrere Orte der Umgebung, darunter auch das Kirchdorf Leuber.
Nach dem Ersten Schlesischen Krieg 1742 fiel Leuber mit dem größten Teil Schlesiens an Preußen. Nach der Neugliederung der Provinz Schlesien gehörte die Landgemeinde Leuber ab 1816 zum Landkreis Neustadt O.S., mit dem es biss 1945 verbunden blieb. 1845 bestanden im Dorf eine Erbscholtisei, ein Freigut, eine katholische Pfarrkirche, eine katholische Schule und 160 weitere Häuser. Im gleichen Jahr lebten in Leuber 919 Einwohner, davon 29 evangelisch. 1855 lebten 1006 Einwohner in Leuber. 1865 bestanden im Ort 63 Bauern-, 18 Gärtner- und 39 Häuslerstellen. Die katholische Schule wurde damals von 197 Schülern besucht. 1874 wurde der Amtsbezirk Klein Pramsen gebildet, dem die  Landgemeinden Klein Pramsen, Leuber, Zeiselwitz und die Gutsbezirke Klein Pramsen und Zeiselwitz eingegliedert wurden. 1885 zählte Leuber 1182 Einwohner.
Westlich von Leuber kreuzten sich die von Krappitz und Cosel nach Neustadt führenden Straßen. Als diese Verkehrswege um zwei entsprechende Eisenbahnlinien ergänzt wurden, erhielt das Dorf 1896 Anschluss an die Strecke Neustadt–Gogolin der Neustadt-Gogoliner Eisenbahn-Gesellschaft. Das brachte einen wirtschaftlichen Aufschwung, der sich im Bau von Einfamilienhäusern an den Ortsrändern äußerte. 1933 lebten in Leuber 1209 Einwohner, 1939 waren es 1239 Einwohner.
Als Folge des Zweiten Weltkriegs fiel Leuber 1945 wie fast ganz Schlesien an Polen und wurde in Lubrza umbenannt. Die einheimische deutsche Bevölkerung wurde, soweit sie nicht vorher geflohen war, weitgehend vertrieben. Die neu angesiedelten Bewohner waren teilweise Zwangsumgesiedelte aus Ostpolen, das an die Sowjetunion gefallen war.
Von 1945 bis 1950 gehörte Lubrza zur Woiwodschaft Schlesien, 1950 wurde es der Woiwodschaft Opole eingegliedert. Mit der Verwaltungsreform von 1973 wurde die Gemeinde Lubrza in ihren heutigen Grenzen festgelegt. 200(?) zählte der Ort 988 Einwohner und insgesamt 282 Wohnhäuser.

## Sehenswürdigkeiten

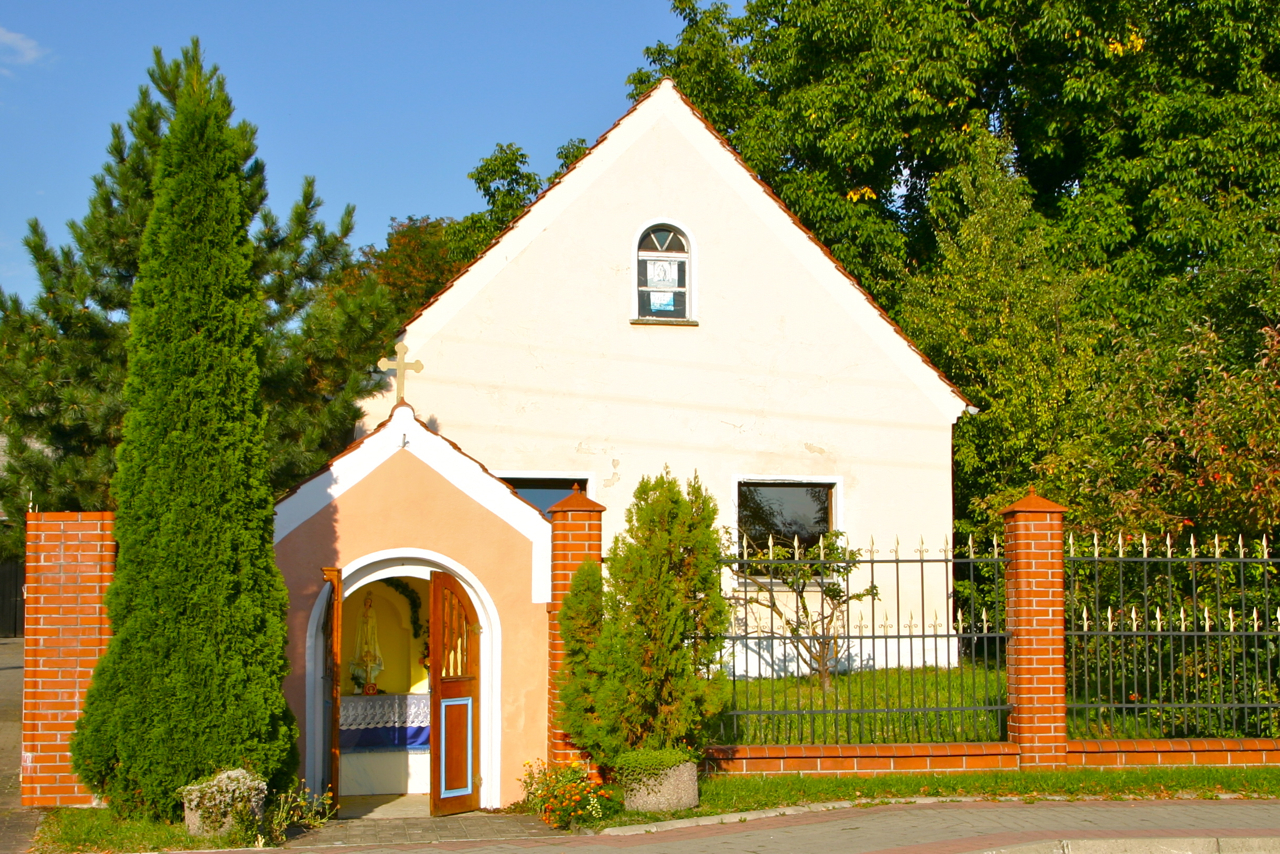
Wohnhaus mit Wegekapelle

- Die römisch-katholische Pfarrkirche St. Jakobus der Ältere wurde 1797/1798 als schlichter Barockbau, dessen Langhaus nahtlos in den halbrund geschlossenen Chor übergeht, errichtet. Vom Vorgängerbau übernommen wurde der achteckige Frontturm aus der Zeit um 1600 mit spitzem Turmhelm sowie Teile der Renaissance-Ausstattung, wie das Taufbecken und zwei Glocken von 1503 bzw. 1555. Seit 1959 steht das Gotteshaus unter Denkmalschutz.[8]
- Empfangsgebäude des ehemaligen Bahnhofs Lubrza
- Steinerne Wegekapelle aus dem 19. Jahrhundert
- Steinerne Wegekapelle aus dem Jahr 1812
- Steinerne Wegekapelle aus der Mitte des 19. Jahrhunderts
- Lindenallee entlang der Straße nach Dobroszewice (Kloisterhof)

## Einwohnerentwicklung
Die Einwohnerzahlen von Leuber nach dem jeweiligen Gebietsstand:
| Jahr | Einwohner |
| ---- | --------- |
| 1844 | 919       |
| 1855 | 1006      |
| 1861 | 1100      |

| Jahr | Einwohner |
| ---- | --------- |
| 1910 | 1340      |
| 1933 | 1209      |
| 1939 | 1239      |

## Vereine
- Fußballverein LZS Lubrza
- Freiwillige Feuerwehr OPS Lubrza

## Söhne und Töchter des Ortes
- Waldemar Otte (1879–1940), Politiker